# Juan Manuel Romero
Juan Manuel Romero (Sevilla, 1974) es un poeta español en lengua castellana. 

## Biografía
Licenciado en Filología Hispánica por la Universidad de Sevilla, donde también ha realizado estudios en Estética e Historia de la Filosofía, es profesor de Lengua castellana y Literatura en un instituto público de Estepona (Málaga). Ha publicado reseñas y artículos de crítica literaria en revistas como Quimera, El Maquinista de la Generación, Paraíso, Clarín, Cuadernos Hispanoamericanos, Turia, Poesía Digital, Nayagua, Ex-Libris, Estación Poesía, Azul, Mercurio y Los Diablos Azules.

## Obra poética
- Los ángeles confusos (Universidad de Sevilla, 1999). 56 páginas, ISBN 84-472-0524-X.
- Invitaciones sospechosas (Editorial Renacimiento, 2001). 75 páginas, ISBN 84-8472-031-4.
- Casa quemada (Editorial Regional de Murcia, 2004). 75 páginas, ISBN 84-7564-284-5.
- Las invasiones (DVD Ediciones, 2006). 45 páginas, ISBN 84-96238-54-7.
- Golpes (con el artista Javier Parrilla), (César Sastre, 2007). 59 páginas, ISBN 978-84-610-0186-0.
- Hasta mañana (Pre-Textos, 2008). 48 páginas, ISBN 978-84-8189-873-1.
- Desaparecer (Pre-Textos, 2014). 58 páginas, ISBN 978-84-15894-66-7.
- Contra el rey (Hiperión, 2020). 74 páginas, ISBN 978-84-9002-167-5.

## Ensayo
- "Miguel Hernández entre el mito y la naturaleza", en Paraíso, n.º 18, 2021.
- "El fervor de la mirada", prólogo a Las percepciones islas. Antología poética, Lorenzo Oliván, Valencia, Pre-Textos, 2020.
- "Sobre el poema Tendencias", en el libro homenaje a Joan Margarit: Detrás de las palabras. 50 poemas comentados, de Antonio Lafarque y José Andújar Almansa (eds.), Visor, 2020.
- "Una luz doble", en Hablar de poesía. Reflexiones para el S. XXI, Juan Carlos Abril / Luis García Montero (eds.), Centro Cultural Generación del 27, Málaga, 2019.
- "La fuerza del cambio", en Paraíso, n.º 9, 2013.
- "La imaginación como trampa perfecta", en Poesía Digital, marzo 2011.
- "Alta tensión. La extensión posible del poema", en El Maquinista de la Generación, n.º 15, 2008.
- "La canción de la felicidad oscura", en El Maquinista de la Generación, n.º 14, 2007.

## Traducción
- Linda Pastan, El último de nuestros tíos, Valencia, Pre-Textos, 2024. En colaboración con Rafael Mellado Jurado.
- Thom Gunn, 1616, suplemento de traducción de El Maquinista de la Generación, n.º 18-19, mayo 2010.
- Henri Cole, Azul, n.º 1, marzo 2008. En colaboración con Eduardo López Truco.

## Antologías
Poemas suyos aparecen también en recuentos de poesía española contemporánea como:
- El origen del mundo (Hiperión, 2004).
- Sevilla: 24 poetas y 24 artistas (Imagoforum, 2004).
- Alzar el vuelo (Antología de la joven poesía sevillana), de José Luna Borge (César Sastre, 2006).
- Palabras que se mojan (Diputación de Sevilla, 2007).
- La inteligencia y el hacha (Un panorama de la Generación poética de 2000), de Luis Antonio de Villena (Visor, 2010).
- Voces/Tintas, de Teodoro León Gross y Juvenal Soto, Málaga, Fundación Manuel Alcántara, 2010.
- Y habré vivido (Poesía andaluza contemporánea), de Jesús Aguado, Aurora Luque y José Antonio Mesa Toré, (Centro Cultural Generación del 27, 2011).
- Campos magnéticos. Veinte poetas españoles para el siglo XXI, de Juan Carlos Abril (La Otra Libros-Universidad Autónoma de Nuevo León), México D. F.-Monterrey, 2011.
- Monográfico La poesía española en los albores del siglo XXI, ed. Itzíar López Guil y Juan Carlos Abril, Versants, n.º 64:3, 2017.
- Centros de gravedad. Poesía española en el siglo XXI (Una antología), de José Andújar Almansa, ed., Valencia: Pre-Textos, col. La Cruz del Sur, 2018.
- Luz a ti debida. Libro homenaje a Antonio Cabrera, coordinado por Ramón Pérez Montero, Valencia, Pre-Textos, 2019.
- ¿Y si escribes un haiku?, de Josep M. Rodríguez, Barcelona, La Garúa, 2019.
- Horror en el hipermercado. Poesía y publicidad, de Luis Bagué Quílez y Susana Rodríguez Rosique, Universidad de Valladolid, 2021.

## Música
Poemas de Juan Manuel Romero se han convertido en letras de canciones de Tulsa y Nacho Camino. 
- Tulsa interpreta el poema nº 23 de Desaparecer en Las gafas de Theodore
- Canción Membrana, de Nacho Camino, con letra basada en el poema nº 18 de Desaparecer

## Galardones
- XXVII Premio de Poesía Ciudad de Córdoba "Ricardo Molina" (2019).
- IX Premio de Poesía Emilio Prados (2008).
- V Premio Nacional de Poesía Joven "Radio 3", de Radio Nacional de España (2006).
- XVIII Premio Internacional de Poesía Antonio Oliver Belmás (2004).
- VI Premio Internacional de Poesía "Surcos" (2001).
- V Premio Nacional de Poesía "Universidad de Sevilla" (1998).

## Opiniones críticas sobre su poesía
- "Poesía concentrada y sugerente, con la intensidad minuciosa de un observador melancólico del mundo" (Carlos Marzal, ABC, 2008).
- "Un lenguaje lo suficientemente frío como para contener lo tremendo sin que se desborde" (Álvaro García, El Maquinista de la Generación n.º 8, octubre 2004, p.72).
- "Es la pasión por conocerlo y contemplarlo todo la que justifica con más fuerza las grietas de lo incognoscible y lo incomunicable. “Saber las cicatrices incorpora, / desde ese acuerdo, un raro don que tiembla”. La intensidad con que Juan Manuel Romero nos ofrece ese raro don lo convierte en una de las voces jóvenes más interesantes de los últimos tiempos" (Lorenzo Oliván, ABCD de las artes y las letras, 2007).
- "Una personalísima visión de la realidad, una realidad escasamente complaciente con el sujeto poético" (Carlos Alcorta, Literatura y Arte, 06-04-2015).
- "Una manera delicada y pormenorizada de observar las cosas menudas que en el fondo, tras una mirada a ras de suelo, son sagradas" (Lorenzo Plana, El Maquinista de la Generación n.º 14, octubre 2007, p. 203).
- "Poemas que dicen cosas importantes en voz baja y que transmiten un alto voltaje emotivo con una admirable sobriedad expresiva" (Luis Bagué Quílez, Turia n.º 116, 2015, pp. 481-483).
- "Juan Manuel Romero conjura el horror, el caos de la existencia -su imprevisibilidad, su desbordamiento-, con una escritura que, en lo que dura su ensueño, señala el desastre -sin miedo, con certitud y firmeza- a la par que, de alguna forma, nos ampara del mismo, nos abriga contra su frío.Poesía meditativa y sutil, fragmentaria, elíptica a veces, fluida, bien hilada, coherente, con intensidad en el decir. Un ejercicio que sabe ser humilde y, a la vez, tener un peso específico suficiente y seductor, en una enunciación muy trabajada, evocadora, plena de aciertos que quedan resonando una vez concluida la lectura" (David Eloy Rodríguez, Rebelión, 01-06-2008).
- "La poesía española marcha de un modo u otro hacia su renovación estilística por trabajos como el de Romero, de absoluta contundencia lírica" (Juan Carlos Abril, Panorama para leer. Un diagnóstico de la poesía española reciente, Bartleby, 2015, pp. 100-103).
- "Una mesura verbal que resulta especialmente oportuna para indagar en las zonas en sombra y menos visibles de la propia conciencia del ser: introspección y autoanálisis de una mirada interior que, al condensarse en palabras, se hace densidad e intensidad" (Antonio Manilla, Paraíso n.º 19, 2022, pp. 149-151).
- "En el fondo de esta propuesta, es posible acudir a las poéticas del recelo que se vienen acuñando entre las más últimas propuestas de la poesía reciente. La incapacidad de los propios discursos, de los propios relatos para subrayar la relación entre hombre y mundo, conciencia y naturaleza, rota la posibilidad del sentido común, el marco de la representación, los andamiajes del sujeto y de la identidad, instaurando el poema como la posibilidad de una conciliación, a través de la dialéctica, entre todos esos espacios fracturados sobre los que se levanta este poemario, en el que cabe leer mucho del propio concepto de deconstrucción" (Ana Gorría, Transportes, La isla de Siltolá, 2014, pp. 81-84).
- "Juan Manuel Romero es uno de los mejores poetas de su generación" (Josep M. Rodríguez, Paraíso n.º 12, 2016, pp. 132-134).
- "Sin lugar a dudas, uno de los ejemplos más lúcidos y eficaces de poesía reveladora para tiempos oscuros" (Juan Carlos Sierra, La voz de Cádiz, 2008).
- "Poesía y pensamiento se resuelven, en el quehacer de Juan Manuel Romero, en una indagación sobre la propia identidad, en un calculado ejercicio de espeleología poética en pos de las huellas de lo que somos, o en un detallado estudio sobre los propios pasos" (José Luna Borge, Clarín n.º 67, enero/febrero 2007).
- "Una honda meditación sobre el sentido de la vida y en el que el yo lírico busca esos retazos de identidad que todo ser humano aspira a descifrar" (Jorge de Arco, Andalucía Información, 23-12-2014).
- "Una poesía delicada y desnuda de ornato en ese decir y velar, de interiores, plástica y misteriosa, de una de las voces más interesantes entre los nacidos hacia 1975 desde la escuela más fecunda al día de hoy" (Rafael Morales Barba, Empireuma n.º 34, primavera 2015, pp.24-26).
- "Versos limpios, iridiscentes, como ascuas de luz cayendo en la nieve de la infancia" (Alejandro López Andrada, Cuadernos del Sur, Diario de Córdoba, 10-04-2021).
- "Una poesía del yo tan sugerente como desgarradora, en un libro de poemas armónico y contundente" (Jesús Cárdenas, Nueva Tribuna, 14-06-2021).
- "El tiempo, la soledad, la muerte, se entrecruzan en un proceso de iluminación que, paradójicamente, busca lo oscuro y no visible. Una búsqueda que rompe las convenciones" (Manuel Rico, Babelia, 02-02-2007).